# Джамилько
«ДжамильКо» — российская розничноторговая компания, реализующая товары класса «люкс». Штаб-квартира — в Москве.
Основана в 1993 году. Основной владелец и президент — Халед Джамиль, генеральный директор — Балашова Кира Владимировна, до осени 2008 — Маартен Слингерланд.
Владеет сетью монобрендовых магазинов, реализующих товары марок Burberry, Chaumet, Dormeuil, J. M. Weston, Salvatore Ferragamo, Sonia Rykiel, Wolford, Escada, Zadig & Voltaire, имеется мультибрендовый магазин мужской одежды «St. James», в общей сложности — 550 магазинов в Москве, Петербурге и городах-миллионниках. Дочерняя структура — «ЛВБ» — занимается торговлей повседневной одеждой марок Aldo, Chevignon, Timberland, DKNY, Marc’o Polo, Desigual, Naf Naf, New Balance, Lee Cooper, Juicy Couture и Berghaus.
Оборот в 2006 году, по оценкам участников рынка, составил около $400 млн.